# Hypocrisy (album)
Hypocrisy è il sesto album di studio dell'omonimo gruppo melodic death metal svedese Hypocrisy, pubblicato il 22 giugno 1999 da Nuclear Blast.

## Tracce
- Tutte le tracce scritte da Peter Tägtgren eccetto dove indicato.

1. Fractured Millennium - 5:14
2. Apocalyptic Hybrid - 4:04
3. Fusion Programmed Minds - 4:39
4. Elastic Inverted Visions (Hedlund, Szöke, Tägtgren) - 6:16
5. Reversed Reflections - 4:28
6. Until the End - (Hedlund, Tägtgren) - 5:53
7. Paranormal Mysterie - 4:38
8. Time Warp (O'Brien, Szoke, Tägtgren) - 3:51
9. Disconnected Magnetic Corridors (Szoke, Tägtgren) -	5:24
10. Paled Empty Sphere (Hedlund, Tägtgren) - 6:15

### Tracce bonus (edizione digipack)>
1. Selfinflicted Overload - 4:38[1]

### Tracce bonus (Russia)
1. Selfinflicted Overload - 4:39  [2]
2. Fuck U - 3:46
3. Beginning of the End - 2:54

## Formazione
Formazione
- Peter Tägtgren − chitarra, voce, tastiere
- Mikael Hedlund − basso
- Lars Szöke − batteria
- Hyprocrisy - ingegneria del suono
- Tommy Tägtgren - ingegneria del suono
- Peter In de Betou - mastering
- Thomas Ewerhard - artwork
- Axel Jussert - fotografia, layout